# Maciej Sieńko
Maciej Sieńko (ur. 14 stycznia 1995 r.) – polski unihokeista, obecnie zawodnik drużyny MUKS Zielonka, dwukrotnie wystąpił na  Mistrzostwach Świata U19 w unihokeju. Uczestnik World Games 2017.

## Kariera klubowa
- UKS Bankówka Zielonka (? - 2011)
- MUKS Zielonka (2011 -

## Sukcesy

### Klubowe
- Mistrzostwo Polski – (1 x ): 2013/14
- Wicemistrzostwo Polski – (2 x ): 2012/13, 2014/15,
- Brązowy medal – (3 x ): 2009/10, 2011/12, 2015/16[2]

### Reprezentacyjne
- Mistrzostwa Świata Juniorów U-19 dywizji B

- (1 x 3. miejsce): MŚ 2011  - (1 x 1. miejsce): MŚ 2013

## Statystyki
Szczegółowa tabela występów w reprezentacji.
| Turniej                                       | Rok  | M | B | A | Pkt |
| --------------------------------------------- | ---- | - | - | - | --- |
| Mistrzostwa Świata w unihokeju (kwalifikacje) |      | 9 | 4 | 6 | 10  |
| Łochów - EUR 3                                | 2016 | 4 | 1 | 3 | 4   |
| Łochów - EUR 1                                | 2014 | 5 | 3 | 3 | 6   |
| Pozostałe występy w reprezentacji             |      | 9 | 3 | 2 | 5   |
| Wrocław - 6. Polish Open                      | 2016 | 3 | 1 | 0 | 1   |
| Harlev - Denmark Open                         | 2015 | 3 | 1 | 2 | 3   |
| Valmiera - 4 Nations Tournament               | 2013 | 3 | 1 | 0 | 1   |